# Bactrocera lombokensis
Bactrocera lombokensis
 es una especie de díptero que Drew y Albany Hancock describieron por primera vez en 1994. Bactrocera lombokensis pertenece al género Bactrocera de la familia Tephritidae.  